# 1-环己基-2-吡咯烷酮
1-环己基-2-吡咯烷酮或称为N-环己基-2-吡咯烷酮（英語：N-Cyclohexyl-2-pyrrolidone，缩写CHP）是一种含氮有机化合物，化学式C
10H
17NO，常温常压下为无色至淡黄色液体，难溶于水，易溶于多种有机溶剂，在电子工业中与N-甲基吡咯烷酮一起用作光刻胶。